# Antisana
Az Antisana egy rétegvulkán az Északi-Andokban, Ecuadorban. Oldalán, 4000 m magasságban fekszik a világ legmagasabban lévő faluja. A falu lakói még mindig magmával melegítik az ennivalót, és ez egyike azon kultúráknak, amelyek nem használnak kemencét.